# Алтъншехир (квартал в Башакшехир)
„Алтъншехир“ (на турски: Altınşehir) е квартал на Истанбул, разположен в околия Башакшехир. Общата му площ е 1,4 км2. Според данни на Адресната система за регистриране на населението (ABPRS) към 2023 г. населението на „Алтъншехир“ е 24 901 жители.